# سیارک ۲۱۷۸۹
سیارک ۲۱۷۸۹ (به انگلیسی: 21789 Frankwasser، نامگذاری:1999SH7) بیست و یک هزار و هفتصد و هشتاد و نهمین سیارک کشف شده‌است که در ۲۹ سپتامبر ۱۹۹۹ کشف شد.
قدر مطلق سیارک برابر ۱۹.۵ است.